# Мария фон Хоя
Мария фон Хоя (на немски: Maria von Hoya; * 14 април 1534; † 28 февруари или 28 декември 1612 в Терборг, Гелдерланд, Нидерландия) е графиня от Хоя-Бруххаузен и чрез женитба графиня на Графство Лимбург, Бронкхорст и господарка на Щирум.

## Произход
Тя е дъщеря на граф Йобст II фон Хоя (1493 – 1545) и съпругата му Анна фон Глайхен († 21 юни 1545), дъщеря на граф Волфганг фон Глайхен-Бланкенхайн († 1551) и Магдалена цу Дона († 1552).
Мария фон Хоя умира на 77 години на 28 февруари или 28 декември 1612 г. в Терборг и е погребана там.

## Фамилия
Мария фон Хоя се сгодява на 26 април 1554 г. във Вилденборх, Бронкхорст, Гелдерланд, Нидерландия и се омъжва на 4/7 май 1554 г. на 20 години за 14-годишния граф Херман Георг фон Лимбург (* 1540 в Боркуло; † 27 август 1574), първороденият син на граф Георг фон Лимбург-Щирум († 1552) и графиня Ирмгард фон Виш († 1587). Те имат осем деца:
- Йобст (* 19 април 1560; † 7 август 1621)

∞ 2 март 1591 в Детмолд за графиня Мария фон Холщайн-Шаумбург и Холщайн-Пинеберг (1559 – 1616), наследничка на господство Гемен и дъщеря на Ото IV фон Холщайн-Шаумбург
- Мехтилд (* 18 август 1561; † 24 август 1622)

∞ 4 август 1592 в дворец Щирум за граф Хайнрих V фон Холщайн-Шауенбург (1566 – 1597), племенник на Ото IV фон Холщайн-Шаумбург († 1576)
- Георг (* 21 август 1562; † 15 септември 1562)
- Агнес (* 18 септември 1564; † 2 януари 1645), абатиса на Елтен
- Мария (* 21 февруари 1566; † 13 февруари 1624)

∞ 2 юни 1596 за Йохан фон Милендонк (1550 – 1621)
- Йохан (* 13 април 1567; † 16 ноември 1613)

∞ 26 май 1612 в Терборг за графиня Валбурга Анна фон Даун-Фалкенщайн (1580 – 1618), дъщеря на Вирих VI
- Ерик (* 2 септември 1570; † 25 август 1630)
- Херман (* 14 март 1574; † 1584)